# Goès
Pour les articles homonymes, voir Goes.
Goès [ɡɔɛs] est une commune française, située dans le département des Pyrénées-Atlantiques en région Nouvelle-Aquitaine.
Le gentilé est Goèsien.

## Géographie

### Localisation
La commune de Goès se trouve dans le département des Pyrénées-Atlantiques, en région Nouvelle-Aquitaine.
Elle se situe à 33 km par la route de Pau, préfecture du département, et à 1,8 km d'Oloron-Sainte-Marie, sous-préfecture.
Les communes les plus proches sont : 
Précilhon (1,0 km), Oloron-Sainte-Marie (1,3 km), Estos (1,9 km), Bidos (2,6 km), Ledeuix (3,0 km), Escout (3,5 km), Estialescq (4,0 km), Agnos (4,5 km).
Sur le plan historique et culturel, Goès fait partie de la province du Béarn, qui fut également un État et qui présente une unité historique et culturelle à laquelle s’oppose une diversité frappante de paysages au relief tourmenté.

### Communes limitrophes
Les communes limitrophes sont Estialescq, Monein, Oloron-Sainte-Marie et Précilhon.
|                     | Monein    |            |
| Oloron-Sainte-Marie | Goès      | Estialescq |
|                     | Précilhon |            |

### Hydrographie

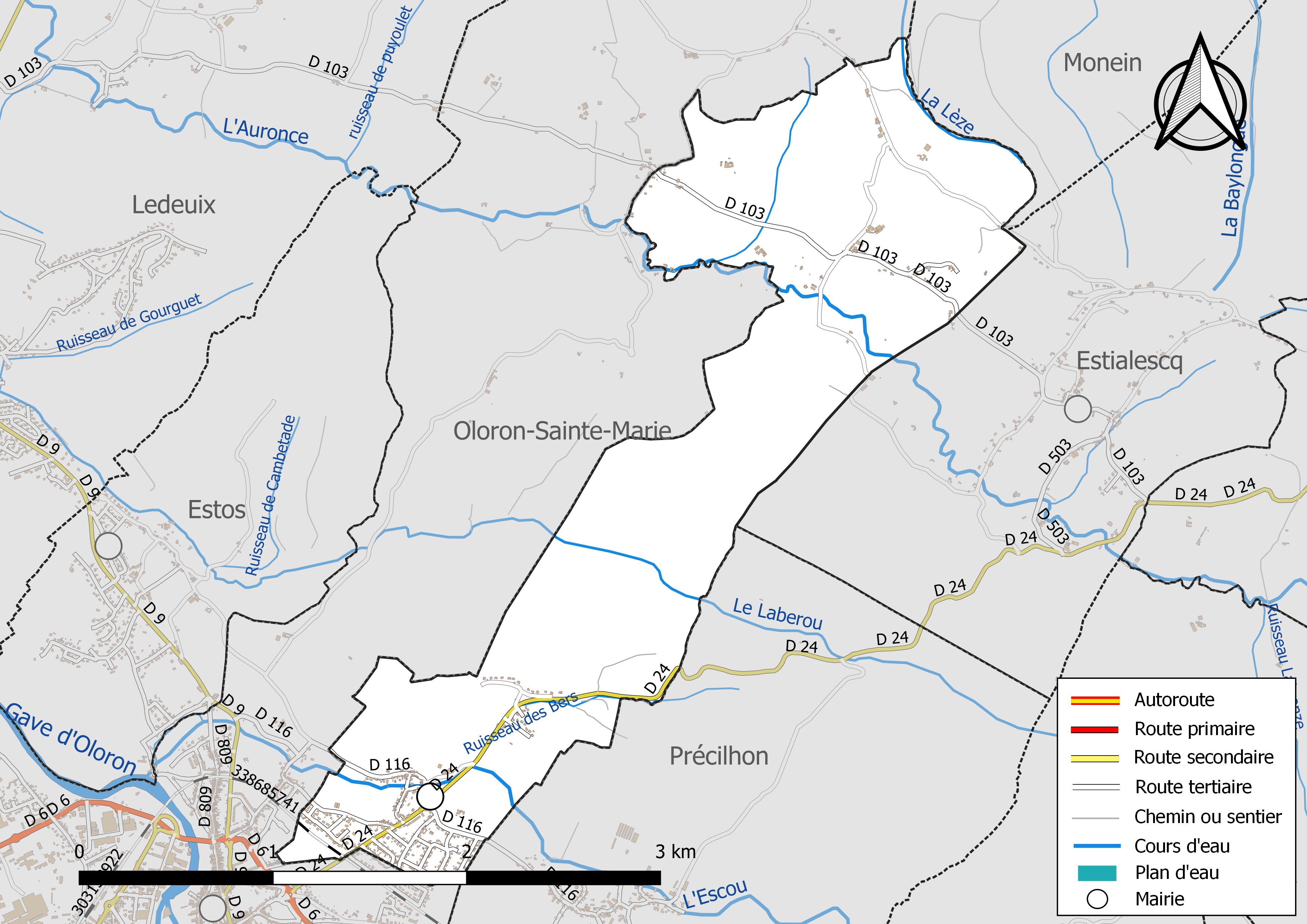
Réseaux hydrographique et routier de Goès.

La commune est drainée par l'Auronce, l'Escou, la Lèze, le Laberou, le ruisseau des Bers, et par divers petits cours d'eau, constituant un réseau hydrographique de 6 km de longueur totale,.
L'Auronce, d'une longueur totale de 22 km, prend sa source dans la commune de Lasseube et s'écoule d'est en ouest. Il traverse la commune et se jette dans le gave d'Oloron à Saucède, après avoir traversé 10 communes.
L'Escou, d'une longueur totale de 16,9 km, prend sa source dans la commune de Buzy et s'écoule du sud-est vers le nord-ouest. Il traverse la commune et se jette dans le gave d'Oloron à Estos, après avoir traversé 9 communes.

### Climat
Pour des articles plus généraux, voir Climat de la Nouvelle-Aquitaine et Climat des Pyrénées-Atlantiques.
Historiquement, la commune est exposée à un climat de montagne.  
En 2020, Météo-France publie une typologie des climats de la France métropolitaine dans laquelle la commune est toujours exposée à un climat de montagne et est dans la région climatique Pyrénées atlantiques, caractérisée par une pluviométrie élevée (>1 200 mm/an) en toutes saisons, des hivers très doux (7,5 °C en plaine) et des vents faibles.
Pour la période 1971-2000, la température annuelle moyenne est de 12,9 °C, avec une amplitude thermique annuelle de 13,8 °C. Le cumul annuel moyen de précipitations est de 1 223 mm, avec 11,6 jours de précipitations en janvier et 8,5 jours en juillet. Pour la période 1991-2020, la température moyenne annuelle observée sur la station météorologique la plus proche, située sur la commune d'Oloron-Sainte-Marie à 2 km à vol d'oiseau, est de 13,1 °C et le cumul annuel moyen de précipitations est de 1 491,4 mm,. Pour l'avenir, les paramètres climatiques de la commune estimés pour 2050 selon différents scénarios d’émission de gaz à effet de serre sont consultables sur un site dédié publié par Météo-France en novembre 2022.

### Milieux naturels et biodiversité

#### Réseau Natura 2000
Le réseau Natura 2000 est un réseau écologique européen de sites naturels d'intérêt écologique élaboré à partir des Directives « Habitats » et « Oiseaux », constitué de zones spéciales de conservation (ZSC) et de zones de protection spéciale (ZPS).
Deux sites Natura 2000 ont été définis sur la commune au titre de la « directive Habitats », : 
- le « gave de Pau », d'une superficie de 8 194 ha, un vaste réseau hydrographique avec un système de saligues[Note 4] encore vivace[20] ;
- « le gave d'Oloron (cours d'eau) et marais de Labastide-Villefranche », d'une superficie de 2 547 ha, une rivière à saumon et écrevisse à pattes blanches[21].

#### Zones naturelles d'intérêt écologique, faunistique et floristique
L’inventaire des zones naturelles d'intérêt écologique, faunistique et floristique (ZNIEFF) a pour objectif de réaliser une couverture des zones les plus intéressantes sur le plan écologique, essentiellement dans la perspective d’améliorer la connaissance du patrimoine naturel national et de fournir aux différents décideurs un outil d’aide à la prise en compte de l’environnement dans l’aménagement du territoire.
Une ZNIEFF de type 2 est recensée sur la commune, : 
les « coteaux et vallées "bocagères" du Jurançonnais » (20 986,16 ha), couvrant 23 communes du département.

## Urbanisme

### Typologie
Au 1er janvier 2024, Goès est catégorisée petite ville, selon la nouvelle grille communale de densité à sept niveaux définie par l'Insee en 2022.
Elle appartient à l'unité urbaine d'Oloron-Sainte-Marie, une agglomération intra-départementale regroupant neuf  communes, dont elle est une commune de la banlieue,,. Par ailleurs la commune fait partie de l'aire d'attraction d'Oloron-Sainte-Marie, dont elle est une commune du pôle principal,. Cette aire, qui regroupe 44 communes, est catégorisée dans les aires de moins de 50 000 habitants,.

### Occupation des sols

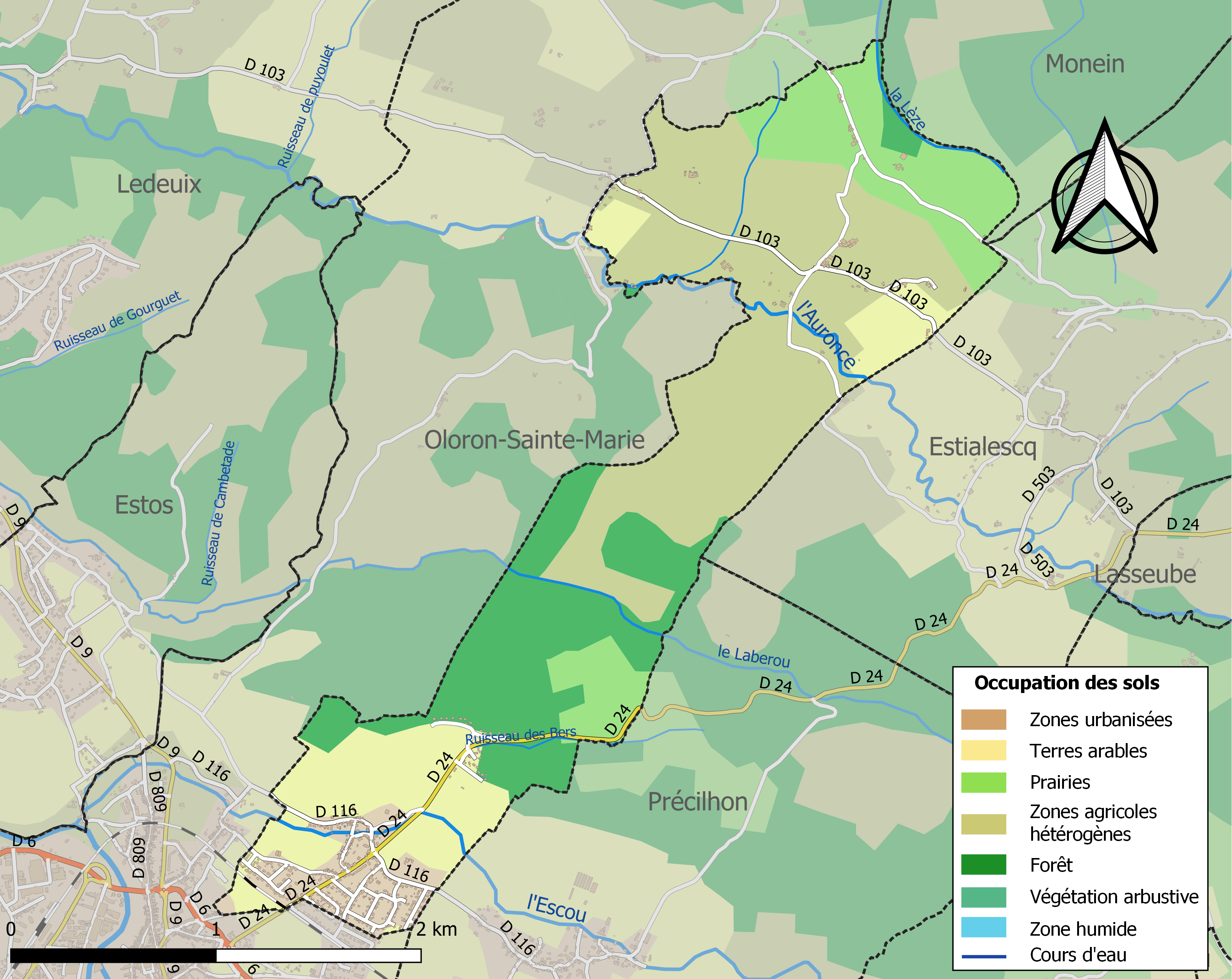
Carte des infrastructures et de l'occupation des sols de la commune en 2018 (CLC).

L'occupation des sols de la commune, telle qu'elle ressort de la base de données européenne d’occupation biophysique des sols Corine Land Cover (CLC), est marquée par l'importance des territoires agricoles (72,8 % en 2018), en diminution par rapport à 1990 (73,9 %). La répartition détaillée en 2018 est la suivante : 
zones agricoles hétérogènes (40,6 %), forêts (20,5 %), terres arables (17,1 %), prairies (15,1 %), zones urbanisées (6,6 %). L'évolution de l’occupation des sols de la commune et de ses infrastructures peut être observée sur les différentes représentations cartographiques du territoire : la carte de Cassini (XVIIIe siècle), la carte d'état-major (1820-1866) et les cartes ou photos aériennes de l'IGN pour la période actuelle (1950 à aujourd'hui).

### Lieux-dits et hameaux
- Faget ;
- Village.

### Risques majeurs
Le territoire de la commune de Goès est vulnérable à différents aléas naturels : météorologiques (tempête, orage, neige, grand froid, canicule ou sécheresse), inondations et séisme (sismicité moyenne). Il est également exposé à un risque technologique, le transport de matières dangereuses. Un site publié par le BRGM permet d'évaluer simplement et rapidement les risques d'un bien localisé soit par son adresse soit par le numéro de sa parcelle.

#### Risques naturels
Certaines parties du territoire communal sont susceptibles d’être affectées par le risque d’inondation par une crue torrentielle ou à montée rapide de cours d'eau, notamment le Escou et l'Auronce. La commune a été reconnue en état de catastrophe naturelle au titre des dommages causés par les inondations et coulées de boue survenues en 1982, 1989, 2008 et 2009,.

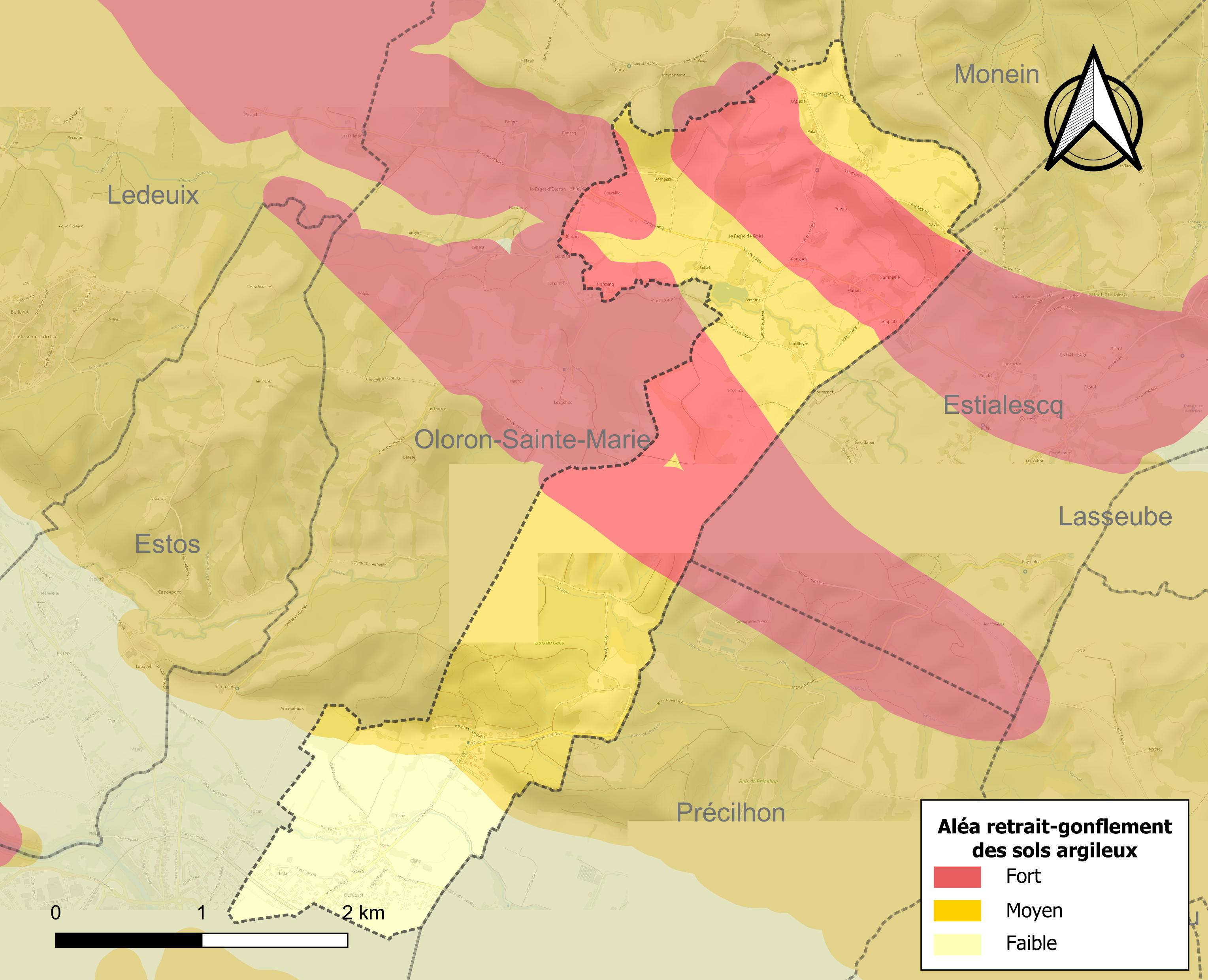
Carte des zones d'aléa retrait-gonflement des sols argileux de Goès.

Le retrait-gonflement des sols argileux est susceptible d'engendrer des dommages importants aux bâtiments en cas d’alternance de périodes de sécheresse et de pluie. 82,2 % de la superficie communale est en aléa moyen ou fort (59 % au niveau départemental et 48,5 % au niveau national). Depuis le 1er octobre 2020, en application de la loi ELAN, différentes contraintes s'imposent aux vendeurs, maîtres d'ouvrages ou constructeurs de biens situés dans une zone classée en aléa moyen ou fort,.

## Toponymie
Le toponyme Goès apparaît sous les formes 
Guoes (1267, cartulaire d'Oloron), 
Agoes, Sent Joan de Goues (1434, notaires d'Oloron), 
Goez (1729, dénombrement de Goès) et 
Gouex (1736, dénombrement d'Estos).
Selon Michel Grosclaude et en tenant compte de l'évolution du nom, ce toponyme relève du latin aquaria, l'endroit où il y a de l'eau (sources, bassins, fontaines). En béarnais classique, le nom s'écrit : Güèrs.

## Histoire
Paul Raymond note qu'en 1385, Goès comptait 18 feux et dépendait du bailliage d'Oloron.

## Politique et administration
| Période                                  | Période  | Identité       | Étiquette | Qualité |
| ---------------------------------------- | -------- | -------------- | --------- | ------- |
| 1995                                     | 2001     | Jean Wacker    |           |         |
| 2001                                     | 2008     | Jean Wacker    |           |         |
| 2008                                     | 2014     | Didier Loustau |           |         |
| 2014                                     | En cours | Didier Loustau |           |         |
| Les données manquantes sont à compléter. |          |                |           |         |

### Intercommunalité
La commune fait partie de cinq structures intercommunales :
- la communauté de communes du Pays d'Oloron et des Vallées du Haut Béarn ;
- le syndicat AEP d'Ogeu-les-Bains ;
- le syndicat d’énergie des Pyrénées-Atlantiques ;
- le syndicat de regroupement pédagogique de Goès-Estialescq ;
- le syndicat intercommunal pour l’assainissement de l’Escou.

Goès accueille le siège du syndicat de regroupement pédagogique de Goès-Estialescq ainsi que du syndicat intercommunal pour l’assainissement de l’Escou.

## Population et société

### Démographie
L'évolution du nombre d'habitants est connue à travers les recensements de la population effectués dans la commune depuis 1793. Pour les communes de moins de 10 000 habitants, une enquête de recensement portant sur toute la population est réalisée tous les cinq ans, les populations de référence des années intermédiaires étant quant à elles estimées par interpolation ou extrapolation. Pour la commune, le premier recensement exhaustif entrant dans le cadre du nouveau dispositif a été réalisé en 2005.

En 2022, la commune comptait 540 habitants, en évolution de −12,9 % par rapport à 2016 (Pyrénées-Atlantiques : +3,78 %, France hors Mayotte : +2,11 %).
| 1793 | 1800 | 1806 | 1821 | 1831 | 1836 | 1841 | 1846 | 1851 |
| ---- | ---- | ---- | ---- | ---- | ---- | ---- | ---- | ---- |
| 421  | 384  | 360  | 393  | 428  | 410  | 440  | 477  | 479  |

| 1856 | 1861 | 1866 | 1872 | 1876 | 1881 | 1886 | 1891 | 1896 |
| ---- | ---- | ---- | ---- | ---- | ---- | ---- | ---- | ---- |
| 420  | 404  | 388  | 361  | 370  | 349  | 332  | 303  | 313  |

| 1901 | 1906 | 1911 | 1921 | 1926 | 1931 | 1936 | 1946 | 1954 |
| ---- | ---- | ---- | ---- | ---- | ---- | ---- | ---- | ---- |
| 305  | 322  | 310  | 285  | 298  | 359  | 383  | 378  | 394  |

| 1962 | 1968 | 1975 | 1982 | 1990 | 1999 | 2005 | 2006 | 2010 |
| ---- | ---- | ---- | ---- | ---- | ---- | ---- | ---- | ---- |
| 482  | 648  | 668  | 575  | 574  | 543  | 554  | 554  | 562  |

| 2015 | 2020 | 2022 | - | - | - | - | - | - |
| ---- | ---- | ---- | - | - | - | - | - | - |
| 610  | 552  | 540  | - | - | - | - | - | - |

La commune fait partie de l'aire d'attraction d'Oloron-Sainte-Marie.

## Économie
L'activité est principalement agricole (polyculture, élevage, pâturages, vigne). La commune fait partie de la zone d'appellation de l'ossau-iraty.
Le parc de loisirs AquaBéarn (lac et attractions aquatiques) est située sur la commune, au hameau du Faget de Goès.

### Revenus de la population et fiscalité
En 2011, le revenu médian par ménage était de 30 182€, ce qui plaçait Goès au 15 519 rang parmi les 31 886 communes de plus de 49 ménages en métropole.

## Culture locale et patrimoine

### Galerie

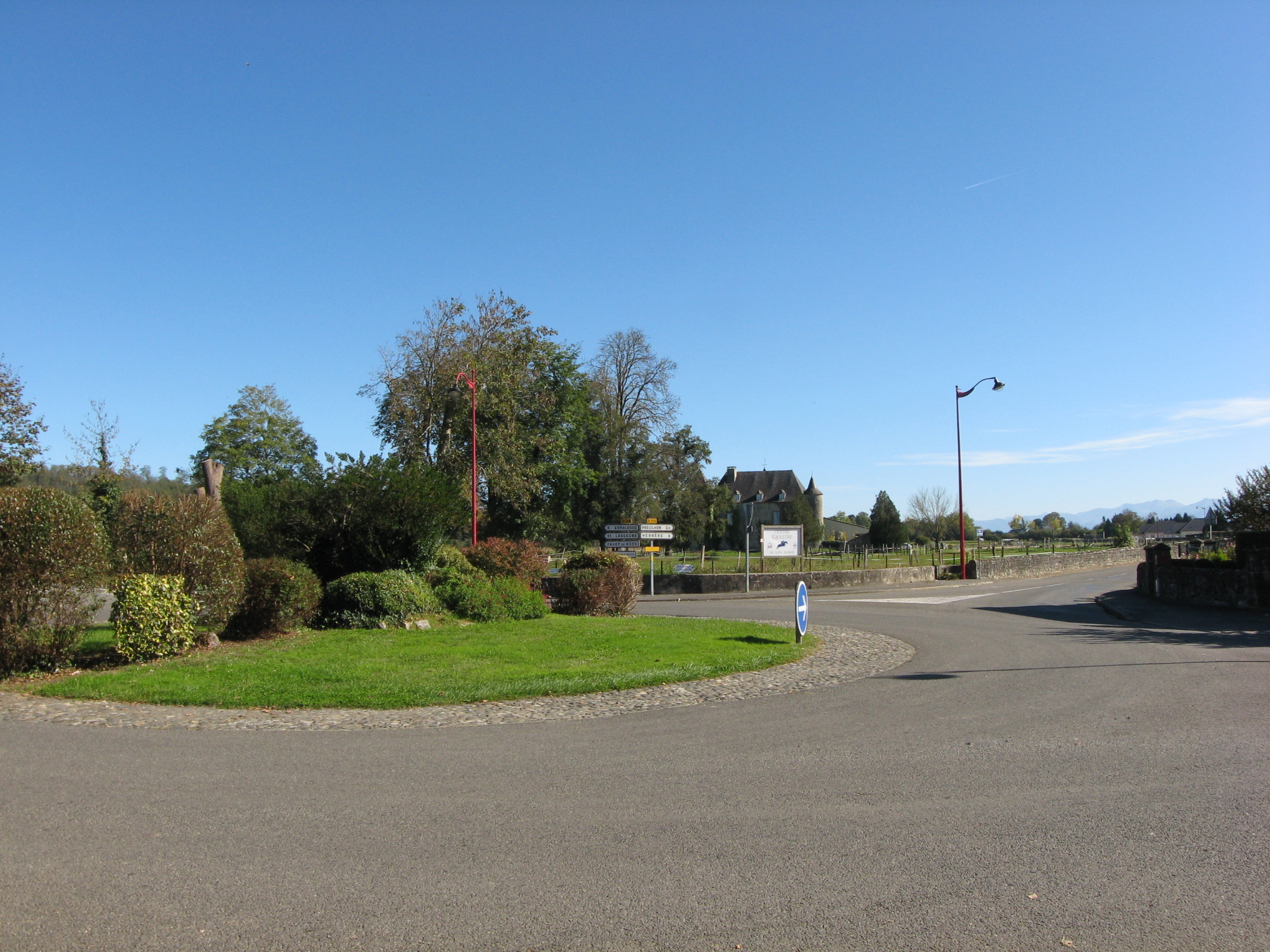
Goès, la route de Précilhon.
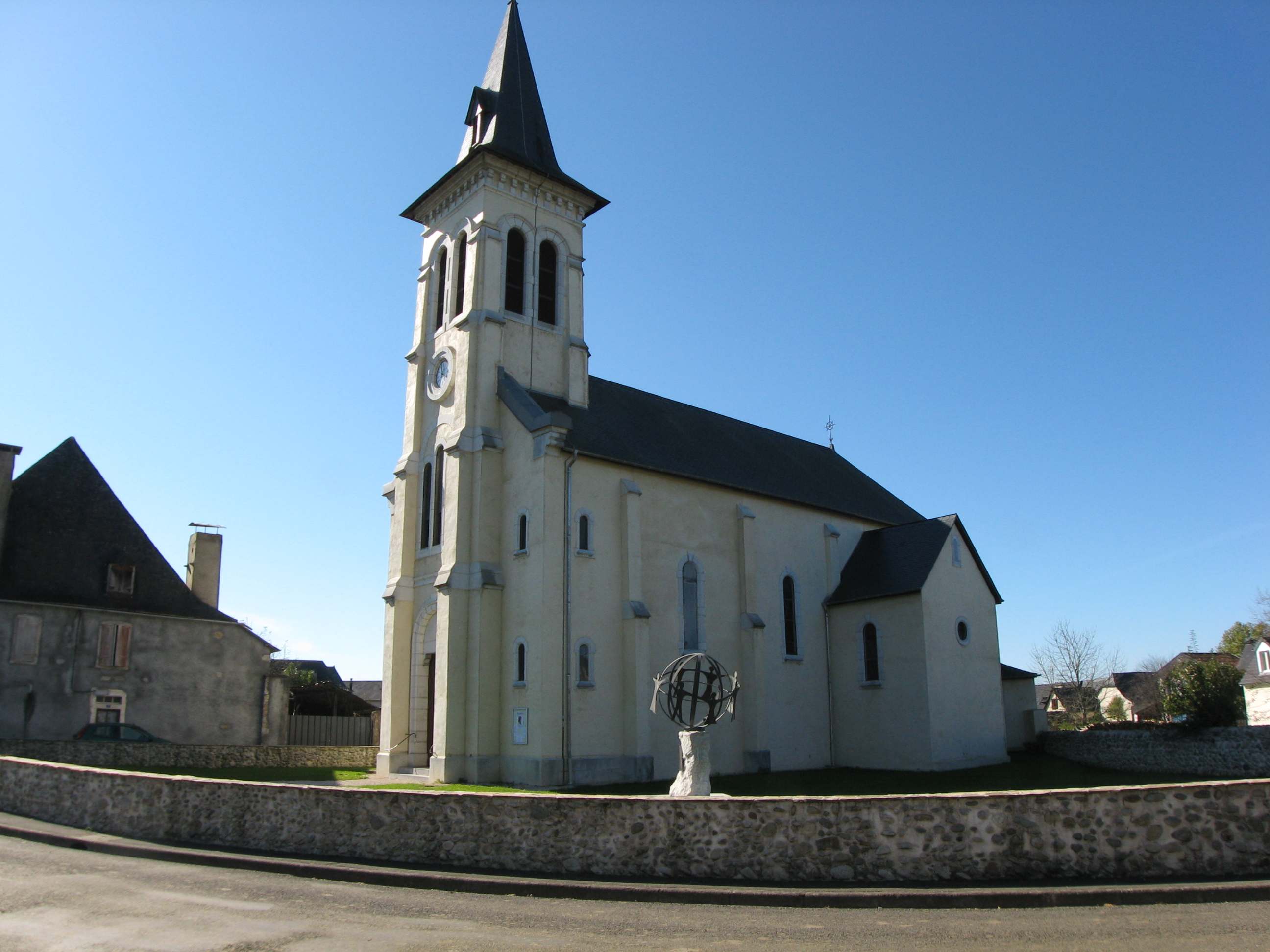
L'église Saint-Jean-Baptiste, vue latérale.
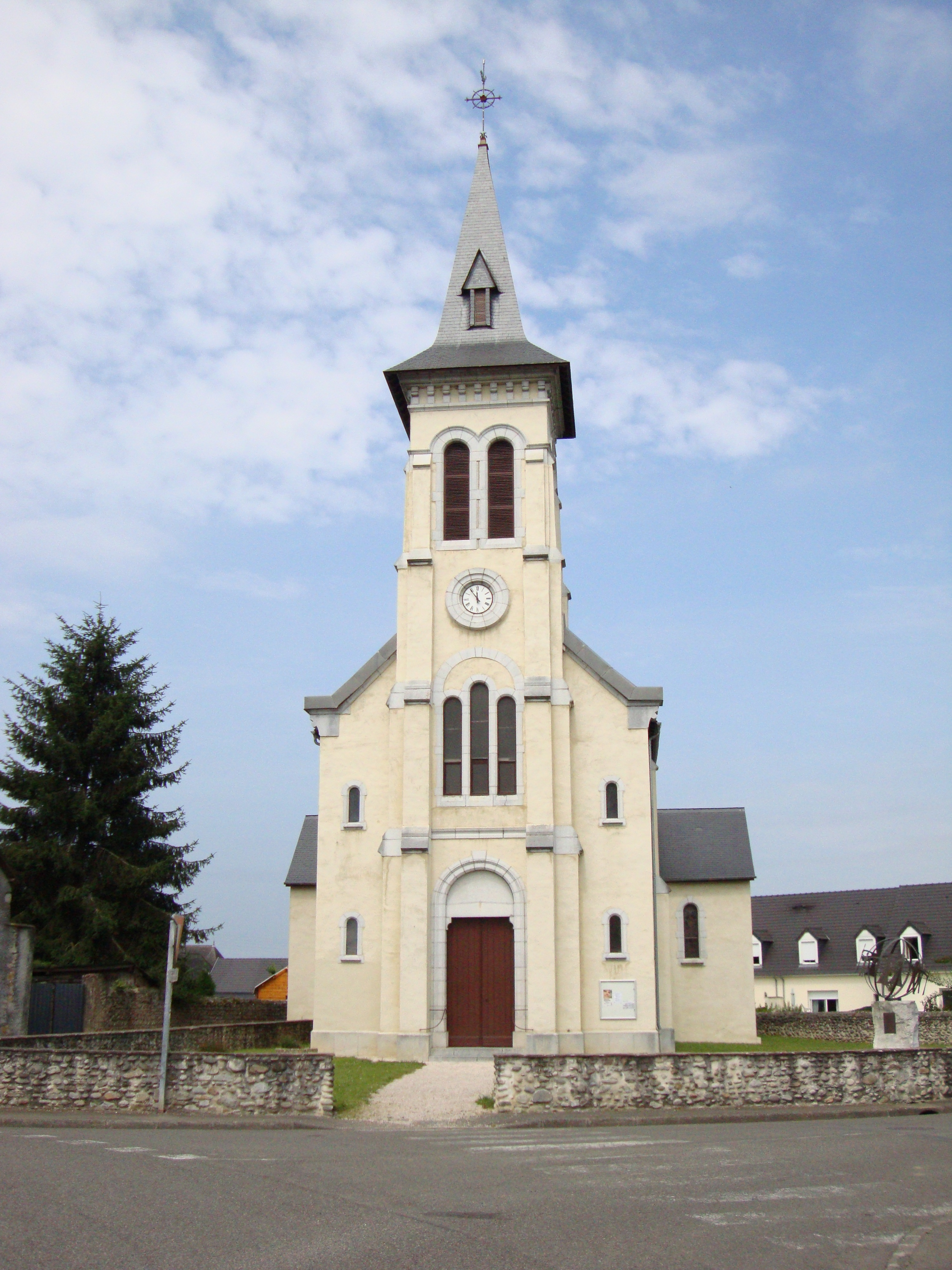
L'église, façade et tour.
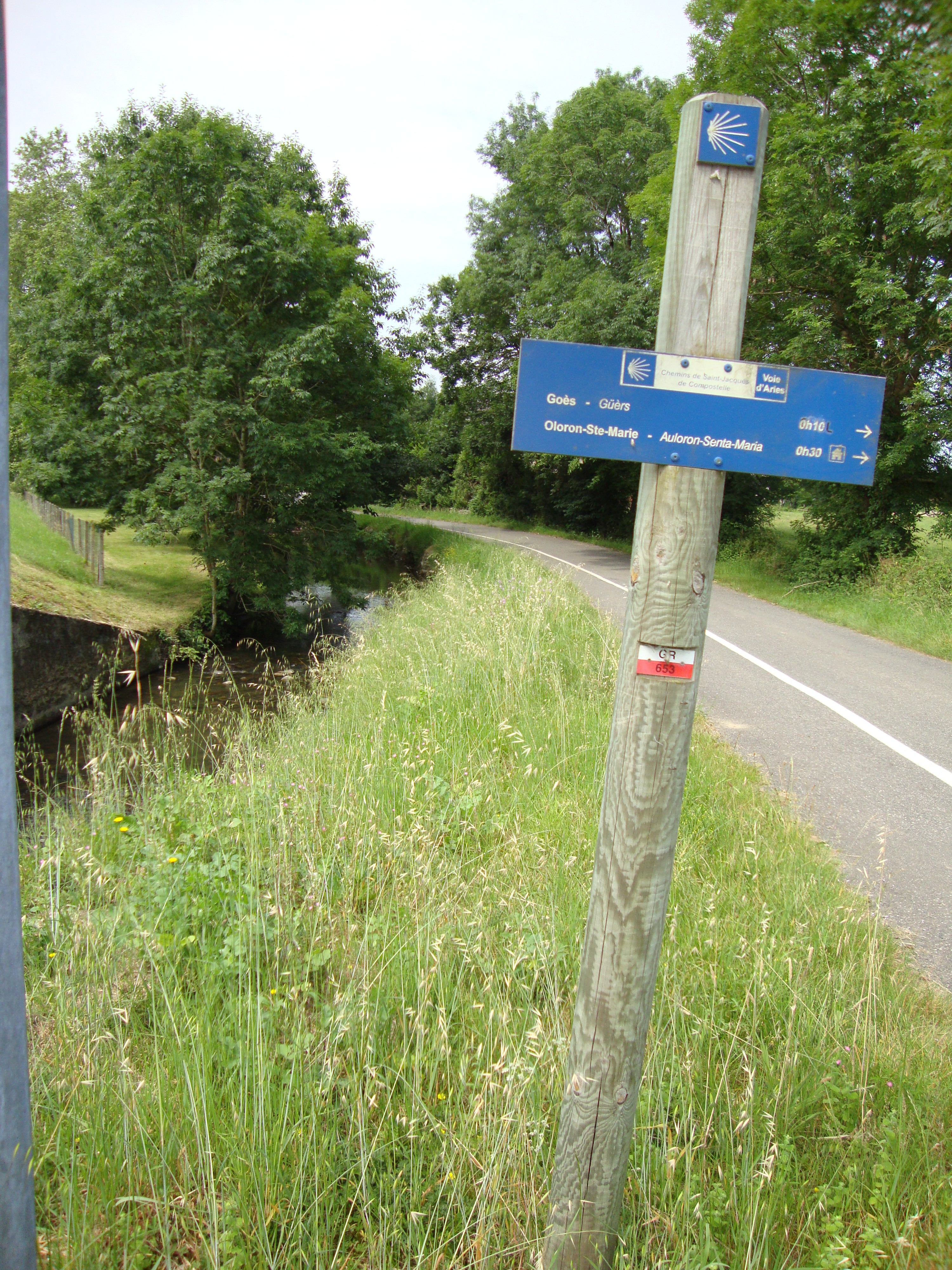
Le chemin de Saint-Jacques longe l'Escou.

### Patrimoine religieux
L'église Saint-Jean-Baptiste date du XIXe siècle.
La chapelle du hameau du Faget fut édifiée en 1965 en remplacement de l'ancienne chapelle du Faget d'Oloron.
Un des chemins de Saint-Jacques-de-Compostelle, actuellement présenté comme GR653 "Voie d'Arles", traverse la commune de Goès, entre Lacommande et Oloron-Sainte-Marie.

## Équipements
Le centre équestre de Goès est implanté autour du château, il dispose d'un manège et de deux carrières.
La commune dispose d'un fronton de pelote basque et d'un stade de rugby 
Le parc aquatique Aqua Béarn est implanté au bord du lac du Faget.